# Regering van de Verenigde Staten van Indonesië
De regering van de Verenigde Staten van Indonesië werd geïnstalleerd naar aanleiding van de soevereiniteitsoverdracht van Nederland aan de Verenigde Staten van Indonesië (VSI). De regering bestond uit president Soekarno en de ministers van het kabinet onder leiding van premier Mohammed Hatta. Omdat Hatta voorafgaand, tijdens de Indonesische Onafhankelijkheidsoorlog, al twee kabinetten van de republiek Indonesië had geleid, wordt de regering van de VSI soms ook het kabinet-Hatta III genoemd.
Omdat de VSI slechts tussen december 1949 en augustus 1950 hebben bestaan, was er slechts één regering. Tegelijkertijd hadden ook de verschillende deelstaten van de VSI hun eigen kabinet. In de belangrijkste deelstaat, de Republiek Indonesië, waren dit achtereenvolgens het (tijdelijke) kabinet-Soesanto en het kabinet-Halim. Vanaf september 1950 werd de gehele archipel bestuurd door de Republiek Indonesië. Het eerste kabinet van die hernieuwde eenheidsstaat werd het kabinet-Natsir.
De president werd op 17 december 1949 beëdigd. Op 20 december werden de leden van het kabinet bekendgemaakt.

## Kabinet
Bijna alle ministers van het kabinet van de VSI waren afkomstig van de deelstaat de Republiek Indonesië. Enkel Ide Anak Agung Gde Agung en Arnold Mononutu kwamen uit de deelstaat Oost-Indonesië, Kosasih Purwanegara uit Pasundan (West-Java), sultan Hamid II uit West-Kalimantan en Soeparno uit Madoera.
| Nr. | Ministerspost                            | Minister | Minister                                         | Partij   |
| --- | ---------------------------------------- | -------- | ------------------------------------------------ | -------- |
| 1   | Minister-President                       |          | Mohammed Hatta                                   |          |
| 2   | Buitenlandse Zaken                       |          | Mohammed Hatta                                   |          |
| 3   | Binnenlandse Zaken                       |          | Ide Anak Agung Gde Agung                         |          |
| 4   | Defensie                                 |          | Hamengkoeboewono IX                              |          |
| 5   | Justitie (rechterlijke macht)            |          | Soepomo                                          |          |
| 6   | Informatie                               |          | Arnold Mononutu                                  | PNI      |
| 7   | Financiën                                |          | Sjafruddin Prawiranegara                         | Masjoemi |
| 8   | Welvaart (handel, industrie en landbouw) |          | Djoeanda Kartawidjaja                            |          |
| 9   | Transport, Energie en Openbare Werken    |          | Herling Laoh                                     | PNI      |
| 10  | Arbeid                                   |          | Wilopo                                           | PNI      |
| 11  | Sociale Zaken                            |          | Kosasih Purwanegara                              |          |
| 12  | Onderwijs en Cultuur                     |          | Abu Hanifah                                      | Masjoemi |
| 13  | Gezondheid                               |          | Johannes Leimena                                 | Parkindo |
| 14  | Godsdienst                               |          | Wahid Hasjim                                     | Masjoemi |
| 15  | Ministers van staat                      |          | Sultan Hamid II van Pontianak (tot 5 april 1950) |          |
| 15  | Ministers van staat                      |          | Mohamad Roem (tot 19 januari 1950)               | Masjoemi |
| 15  | Ministers van staat                      | Soeparno |                                                  |          |